# Leohumicola lenta
Leohumicola lenta är en svampart som beskrevs av Hambl., Seifert & N.L. Nick. 2005. Leohumicola lenta ingår i släktet Leohumicola, klassen Leotiomycetes, divisionen sporsäcksvampar och riket svampar.   Inga underarter finns listade i Catalogue of Life.